# 同等
| ウィキペディアには「同等」という見出しの百科事典記事はありません（タイトルに「同等」を含むページの一覧/「同等」で始まるページの一覧）。 代わりにウィクショナリーのページ「同等」が役に立つかもしれません。 |